# Raul Brandão
Raul Germano Brandão (Foz do Douro, 12 de marzo de 1867-Lisboa, 5 de diciembre de 1930), militar, periodista y escritor portugués, famoso por el realismo de sus descripciones y por el lirismo de su lenguaje.

## Biografía
Raul Germano Brandão nació en Foz do Douro, localidad donde pasó su adolescencia y mocedad. Al ser hijo y nieto de hombres de mar, éstos y el océano fueron un tema recurrente en su obra.
Después de un paso poco feliz por un colegio de Oporto, Raul Brandão gravita hacia el grupo de los nefelibatas, y bajo su signo que despierta al mundo de las letras y publica sus primeras obras. En 1891, terminado el curso secundario y después de un breve paso, como oyente, por el Curso Superior de Letras, se matricula en la Escuela del Ejército. Con este ingreso, a lo que parece a su pesar, inicia una carrera militar caracterizada por largas permanencias en el Ministerio de la Guerra, envuelto en su máquina burocrática. 
En 1896 fue destinado en el Regimiento de Infantería 20, en Guimarães, ciudad donde conoce a su futura esposa. Se casa el año siguiente, iniciando la construcción de la "Casa do alto", en la freguesia de Nespereira, en los alrededores de aquella ciudad. Ahí se establecerá definitivamente, y toda su vida gravitará en torno a aquella localidad, aunque hiciese prolongadas estancias en Lisboa y en otras ciudades. Falleció el 5 de diciembre de 1930, a los 63 años de edad, dejando una extensa obra literaria y periodística.

## Literatura
Paralelamente a ese trabajo oficial, mantiene una carrera de periodista y va publicando una extensa obra escrita. Jubilado con el empleo de capitán, en 1912, inicia la fase más fecunda de su producción literaria.
Se ocupa —como su coetáneo Antonio Nobre— de las gentes sencillas del norte de Portugal. Así sucede en especial con dos obras famosas, de título elocuente: Os Pobres y Os Pescadores. Pero desborda todo atisbo de folclorismo pintoresco y se aprecia su simpatía dolorida por los humillados, en medio de una alta calidad de escritura y una matizada descripción de los ambientes.
Raul Brandão visitó las Azores en el verano de 1924, en el contexto de las visitas de los intelectuales en aquel entonces, organizadas bajo la égida de los autonomistas. De ese viaje resultó la publicación de As ilhas desconhecidas - Notas e paisagens (Lisboa, 1926), una de las obras que más influyeron en la formación de la imagen interna y externa de las Azores. Basta decir que se inspira en As ilhas desconhecidas el conocido código de colores de las islas azorianas: Terceira, isla lila; Pico, isla negra; S. Miguel, isla verde...

## Obras publicadas
- Impressões e Paisagens (1890).
- História de um Palhaço (1896).
- O Padre (1901).
- A Farsa (1903). Trad.: La farsa, Espasa, 1970.
- Os Pobres (1906).
- El-Rei Junot (1912). Trad.: El-Rei Junot, Promoción y Eds., 2002.
- A Conspiração de 1817 (1914).
- Húmus (1917). Trad.: Humus, Luis Revenga, 2007.
- Memórias, vol. I (1919).
- Teatro (1923).
- Os Pescadores (1923). Trad.: Los Pescadores, Coruña, Ed. del viento, 2009.
- Memórias, vol. II (1925).
- As Ilhas Desconhecidas (1926). Trad.: Las islas desconocidas, Coruña, Ed. del viento, 2009.
- A Morte do Palhaço e o Mistério das Árvores (1926).
- Jesus Cristo em Lisboa (1927), en colaboración con Teixeira de Pascoaes.
- O Avejão (1929) (teatro).
- Portugal Pequenino (1930), en colaboración con María Angelina Brandão, su mujer.
- O Pobre de Pedir (1931).
- Vale de Josafat, vol. III de las Memórias, (1933).